# Emil Pommer
Emil Pommer (* 1. Oktober 1856 in Halle; † 26. Juni 1933 in Braunschweig) war ein deutscher Landesökonomierat und Agrarwissenschaftler.

## Leben
Pommer studierte Land- und Volkswirtschaft an der Universität Halle (Saale) und wurde 1884 mit der Dissertation Beiträge zur Geschichte der Landwirthschaft im Regierungsbezirk Merseburg zum Dr. phil. promoviert. Ab 1885 war er Direktor einer Landwirtschaftsschule in Quedlinburg. 1893 kam er nach Braunschweig und 1895 wurde er Generalsekretär des Landwirtschaftlichen Central-Vereins des Herzogtums Braunschweig. 1899 erfolgte seine Ernennung zum Ökonomierat, 1907 zum Landesökonomierat. 1924 trat er in den Ruhestand.
Von 1894 bis 1900 hat Pommer das von Richard Buerstenbinder begründete Referateorgan Jahres-Bericht über die Erfahrungen und Fortschritte auf dem Gesammtgebiete der Landwirthschaft. Zum Gebrauche für praktische Landwirthe redaktionell betreut und insgesamt sieben Jahrgangsbände herausgegeben. Von 1895 bis 1922 hielt er an der Technischen Universität Braunschweig  Vorlesungen über „Anbau und Pflege der Zuckerrüben“.

## Schriften (Auswahl)
- Beiträge zur Geschichte der Landwirthschaft im Regierungsbezirk Merseburg. O. Hendel, Halle a. S. 1884, OCLC 493640370.
- Jahres-Bericht über die Erfahrungen und Fortschritte auf dem Gesammtgebiete der Landwirthschaft. Zum Gebrauche für praktische Landwirthe. Vieweg, Braunschweig 1900, OCLC 67646143 (Mehrere Ausgaben, als Herausgeber).